# Rallye Australien 2011

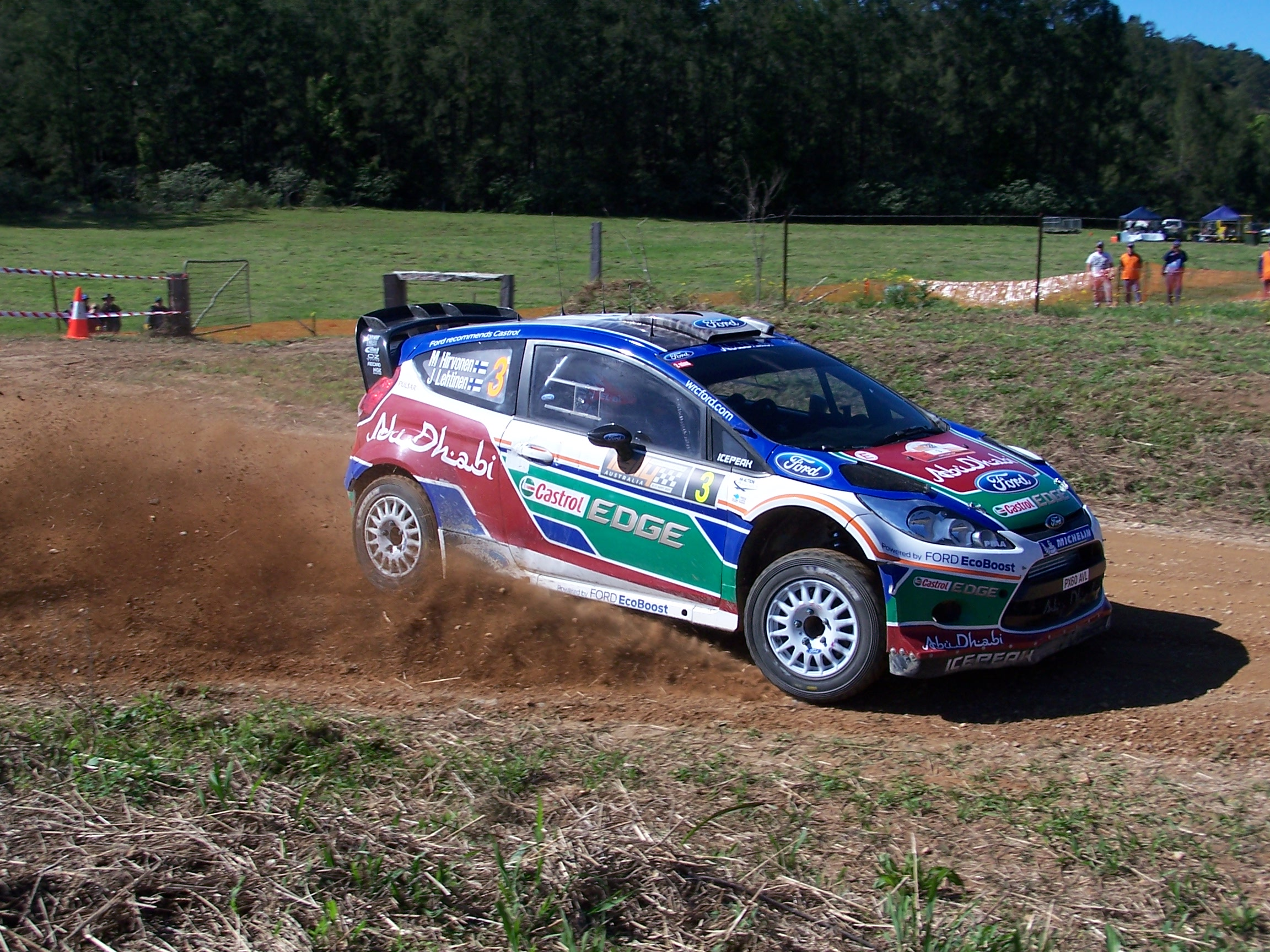
Mikko Hirvonen und Jarmo Lehtinen im Ford Fiesta RS WRC

Die 21. Rallye Australien war der 10. Lauf zur FIA-Rallye-Weltmeisterschaft 2011 und der 5. Lauf zur Production World Rally Championship 2011.

## Hintergrund
Nach einem Jahr Unterbrechung wurde die Rallye Australien zur Saison 2011 wieder in den Kalender der Rallye-Weltmeisterschaft aufgenommen. In den vergangenen Jahren hatte die Rallye Australien mehrmals ihren Standort gewechselt. Nach Ausschreitungen von Umweltaktivisten bei der letzten Austragung im Jahr 2009 zog die Rallye nach Coffs Harbour in New South Wales um.
Kimi Räikkönen verzichtete mit seinem Team Ice 1 Racing aus organisatorischen Gründen auf den Start, obwohl er sich bereits zur Rallye angemeldet hatte. Ein wie Ice 1 Racing in die WRC um Herstellerpunkte eingeschriebenes Team muss reglementbedingt zu allen gemeldeten Weltmeisterschaftsläufen erscheinen und mindestens zwei Rallyes außerhalb Europas pro Saison absolvieren. Räikkönen war mit seinem Team zuvor lediglich bei einer Überseerallye angetreten, nach der Rallye Australien stand keine weitere mehr im Kalender, so konnte er das Reglement nicht mehr erfüllen. Als Folge musste Räikkönen 16'200 Euro Strafe an die FIA für sein Nichterscheinen zahlen und außerdem wurde das Ice 1 Racing-Team aus der Herstellerwertung genommen für die WM 2011. Citroën-Werksfahrer Sébastien Loeb reiste als Tabellenführer mit 25 Punkten Vorsprung auf seinen Teamkollegen Sébastien Ogier nach Australien. Mikko Hirvonen, als bester Ford-Pilot, hatte vor der Rallye bereits 36 Punkte Rückstand auf Loeb.

## Berichte

### 1. Tag (Donnerstag, 8. September)
Am Donnerstagabend standen die ersten zwei von insgesamt 26 Wertungsprüfungen auf dem Programm. Die Bestzeiten machten die beiden Citroën-Werksfahrer unter sich aus, wobei Ogier 0,6 Sekunden Vorsprung auf Loeb mit in den zweiten Tag nahm.

### 2. Tag (Freitag, 9. September)
Am Freitagvormittag setzte sich Sébastien Loeb an die Spitze der Gesamtwertung. Jedoch überschlug er sich auf der anschließenden vierten Wertungsprüfung wegen eines Fahrfehlers, worauf er die Fahrt nicht mehr fortsetzen konnte. Danach ging sein Teamkollege Sébastien Ogier in Führung. Aber auch dieser währte nur kurze Zeit auf dem ersten Rang. In WP6 kam Ogier bei rutschigen Streckenverhältnissen von der Straße ab und prallte gegen einen Baum, so dass er ebenfalls zur Aufgabe gezwungen wurde. Die beiden Ford-Werkspiloten Mikko Hirvonen und Jari-Matti Latvala führten nun die Rallye an. Am Tagesende hatte Hirvonen, nach zehn Wertungsprüfungen, einen Vorsprung von sieben Sekunden auf Latvala. Der drittplatzierte Privatier Petter Solberg (Citroën) lag bereits 44,3 Sekunden zurück.

### 3. Tag (Samstag, 10. September)
Nach den Unfällen am Vortag durften die beiden Citroën-Werkspiloten mit reparierten Fahrzeugen am Samstag unter dem Superally-Reglement wieder starten. Allerdings hatte Ogier 20 und Loeb sogar 30 Minuten an Zeitstrafen kassiert, die Fahrer spielten keine Rolle mehr im Kampf um die vorderen Platzierungen. Auf den ersten vier Wertungsprüfungen am Samstagvormittag gab das führende Ford-Duo weiterhin das Tempo vor. Da Hirvonen als Erster auf die Strecke musste und damit den „Straßenfeger“ spielte, war nun sein hinter ihm gestarteter Teamkollege Latvala im Vorteil. Latvala setzte auf allen vier Prüfungen die Bestzeiten und fuhr einen Vorsprung von 17,2 Sekunden auf Hirvonen heraus. Petter Solberg verlor hingegen weiter an Zeit. Am Nachmittag blieb in WP 15 der Stobart-Ford des bisher viertplatzierten Henning Solberg mit technischem Defekt stehen. Nach WP 16 betrug Latvalas Vorsprung bereits 26,2 Sekunden. Auf den folgenden zwei Prüfungen ließ es Latvala etwas ruhiger angehen und Hirvonen verkürzte seinen Rückstand auf 22,6 Sekunden. Am Abend hatte Latvala nach 20 absolvierten Wertungsprüfungen einen Vorsprung von 22,7 Sekunden auf Hirvonen. Mit 59,5 Sekunden Rückstand lag Solberg bereits weit zurück. Loeb und Ogier hatten am Nachmittag sämtliche Bestzeiten gefahren und rollten das Feld von hinten auf. Während Ogier bis auf Platz 11 und in Reichweite der WM-Punkteränge vorgefahren war, lag Loeb erst auf Platz 16.

### 4. Tag (Sonntag, 11. September)
Am Sonntag fanden sechs Wertungsprüfungen statt. Wegen eines Überschlags in WP 22 fiel der zuvor neuntplatzierte Jewgeni Nowikow aus. Hirvonen machte am Vormittag einige Sekunden auf Latvala gut und hatte seinen Rückstand nach der 24. Wertungsprüfung bereits auf 13,4 Sekunden reduziert. In WP 25 bestimmten die Teamordern das Geschehen. Latvala hielt in der Prüfung an und wartete einige Sekunden ab. Seinen nahezu sicheren Sieg schenkte er so seinen Teamkollegen Hirvonen, der daraufhin die Führung in der Rallye übernahm. Auch Citroën griff zu strategischen Mitteln. Anstatt sich einen möglichen achten Rang zu sichern, hielt Ogier ebenfalls in der Prüfung an und verlor knapp zehn Minuten. Loeb zog dadurch an Ogier vorbei auf Platz zehn, die letzte Punkteplatzierung. Die Bonuspunkte in der Power-Stage sicherten sich Loeb, Latvala und Petter Solberg. Hirvonen siegte schließlich mit 14,7 Sekunden Vorsprung auf Latvala und 44,8 Sekunden vor Petter Solberg. Begünstigt durch zahlreiche Ausfälle schafften die dahinter platzierten Matthew Wilson und Khalid Al-Qassimi gute Platzierungen. Einige PWRC-Fahrzeuge konnten in die Punkteränge vorfahren, wenn auch schon mit großem Rückstand zur Spitze. Hayden Paddon gewann die PWRC-Wertung und sicherte sich damit vorzeitig den Meistertitel in der PWRC-Klasse. Hirvonen konnte mit dem Sieg seinen Rückstand in der Weltmeisterschaft auf Loeb bis auf 15 Punkte reduzieren. Ogier fehlten 29 Punkte zur Tabellenführung zu diesem Zeitpunkt.

## Klassifikationen

### Endresultat
| Rang    | Fahrer               | Beifahrer          | Auto                           | Zeit      | Rückstand | Punkte + Power-Stage |
| WRC     | WRC                  | WRC                | WRC                            | WRC       | WRC       | WRC                  |
| ------- | -------------------- | ------------------ | ------------------------------ | --------- | --------- | -------------------- |
| 1       | Mikko Hirvonen       | Jarmo Lehtinen     | Ford Fiesta RS WRC             | 3:35:59,0 | 00:00.0   | 25                   |
| 2       | Jari-Matti Latvala   | Miikka Anttila     | Ford Fiesta RS WRC             | 3:36:13,7 | 00:14,7   | 18 + 2               |
| 3       | Petter Solberg       | Chris Patterson    | Citroën DS3 WRC                | 3:36:43,8 | 00:44,8   | 15 + 1               |
| 4       | Matthew Wilson       | Scott Martin       | Ford Fiesta RS WRC             | 3:44:44,2 | 08:45,2   | 12                   |
| 5       | Khalid Al-Qassimi    | Michael Orr        | Ford Fiesta RS WRC             | 3:48:32,3 | 12:33,3   | 10                   |
| 6       | Hayden Paddon        | John Kennard       | Subaru Impreza WRX STI         | 3:53:28,3 | 17:29,3   | 8                    |
| 7       | Michał Kościuszko    | Maciej Szczepaniak | Mitsubishi Lancer Evolution X  | 3:55:00,3 | 19:01,3   | 6                    |
| 8       | Oleksandr Saliuk jun | Pavlo Cherepin     | Mitsubishi Lancer Evolution IX | 3:57:07,5 | 21:08,5   | 4                    |
| 9       | Benito Guerra        | Borja Rozada       | Mitsubishi Lancer Evolution X  | 3:58:47,9 | 22:48,9   | 2                    |
| 10      | Sébastien Loeb       | Daniel Elena       | Citroën DS3 WRC                | 4:06:01,9 | 30:02,9   | 1 + 3                |
| PWRC    |                      |                    |                                |           |           |                      |
| 1 (6)   | Hayden Paddon        | John Kennard       | Subaru Impreza WRX STI         | 3:53:28,3 | 00:00.0   | 25                   |
| 2 (7)   | Michał Kościuszko    | Maciej Szczepaniak | Mitsubishi Lancer Evolution X  | 3:55:00,3 | 01:32,0   | 18                   |
| 3 (8)   | Oleksandr Saliuk jun | Pavlo Cherepin     | Mitsubishi Lancer Evolution IX | 3:57:07,5 | 03:39,2   | 15                   |
| 4 (9)   | Benito Guerra        | Borja Rozada       | Mitsubishi Lancer Evolution X  | 3:58:47,9 | 05:19,6   | 12                   |
| 5 (12)  | Valeriy Gorban       | Andrey Nikolayev   | Mitsubishi Lancer Evolution IX | 4:06:21,1 | 12:52,8   | 10                   |
| 6 (16)  | Gianluca Linari      | Nicola Arena       | Subaru Impreza WRX STI         | 4:14:49,2 | 21:20,9   | 8                    |
| 7 (17)  | Brendan Reeves       | Rhianon Smyth      | Subaru Impreza WRX STI         | 4:17:19,2 | 23:50,9   | 6                    |
| 8 (18)  | Nathan Quinn         | David Green        | Mitsubishi Lancer Evolution IX | 4:17:53,6 | 24:25,3   | 4                    |
| 9 (20)  | Harry Hunt           | Robbie Durant      | Citroën DS3 R3                 | 4:25:40,9 | 32:12,6   | 2                    |
| 10 (21) | Bader Al Jabri       | Stephen McAuley    | Subaru Impreza WRX STI         | 4:29:41,2 | 36:12,9   | 1                    |

1. 1 2 3  Bonuspunkte für Platzierung auf der Power Stage.

### Wertungsprüfungen
| Tag                                        | WP                                         | Name                   | Länge    | Start LT (UTC+10)  | Gewinner           | Beifahrer          | Auto               | Zeit    | Ø km/h             | Leader          |
| ------------------------------------------ | ------------------------------------------ | ---------------------- | -------- | ------------------ | ------------------ | ------------------ | ------------------ | ------- | ------------------ | --------------- |
| Tag 1 (8.–9. Sept.)                        | WP1                                        | Coffs Jetty Precinct 1 | 3,77 km  | 19:15              | Sébastien Ogier    | Julien Ingrassia   | Citroën DS3 WRC    | 02:46,1 | 81,71              | Sébastien Ogier |
| Tag 1 (8.–9. Sept.)                        | WP2                                        | Coffs Jetty Precinct 2 | 3,77 km  | 19:30              | Sébastien Loeb     | Daniel Elena       | Citroën DS3 WRC    | 02:41,1 | 84,25              | Sébastien Ogier |
| Tag 1 (8.–9. Sept.)                        | Service Coffs Harbour, 08:45 Uhr (15 Min.) |                        |          |                    |                    |                    |                    |         |                    | Sébastien Ogier |
| Tag 1 (8.–9. Sept.)                        | WP3                                        | Shipmans 1             | 29,03 km | 10:03              | Sébastien Loeb     | Daniel Elena       | Citroën DS3 WRC    | 15:17,0 | 113,97             | Sébastien Loeb  |
| Tag 1 (8.–9. Sept.)                        | WP4                                        | Brooklana 1            | 12,78 km | 10:58              | Petter Solberg     | Chris Patterson    | Citroën DS3 WRC    | 10:01,9 | 76,44              | Sébastien Ogier |
| Tag 1 (8.–9. Sept.)                        | WP5                                        | Ulong 1                | 12,45 km | 11:29              | Jari-Matti Latvala | Miikka Anttila     | Ford Fiesta RS WRC | 06:37,9 | 112,64             | Sébastien Ogier |
| Tag 1 (8.–9. Sept.)                        | Service Coffs Harbour, 13:09 Uhr (30 Min.) |                        |          |                    |                    |                    |                    |         |                    | Sébastien Ogier |
| Tag 1 (8.–9. Sept.)                        | WP6                                        | Shipmans 2             | 29,03 km | 14:42              | Jari-Matti Latvala | Miikka Anttila     | Ford Fiesta RS WRC | 16:15,2 | 107,17             | Mikko Hirvonen  |
| Tag 1 (8.–9. Sept.)                        | WP7                                        | Brooklana 2            | 12,78 km | 15:37              | Mikko Hirvonen     | Jarmo Lehtinen     | Ford Fiesta RS WRC | 10:23,1 | 73,84              | Mikko Hirvonen  |
| Tag 1 (8.–9. Sept.)                        | WP8                                        | Ulong 2                | 12,45 km | 16:08              | Jari-Matti Latvala | Miikka Anttila     | Ford Fiesta RS WRC | 06:55,1 | 107,97             | Mikko Hirvonen  |
| Tag 1 (8.–9. Sept.)                        | WP9                                        | Coffs Jetty Precinct 3 | 3,77 km  | 18:30              | Jari-Matti Latvala | Miikka Anttila     | Ford Fiesta RS WRC | 02:51,0 | 79,37              | Mikko Hirvonen  |
| Tag 1 (8.–9. Sept.)                        | WP10                                       | Coffs Jetty Precinct 4 | 3,77 km  | 18:45              | Mikko Hirvonen     | Jarmo Lehtinen     | Ford Fiesta RS WRC | 02:49,9 | 79,88              | Mikko Hirvonen  |
| Tag 1 (8.–9. Sept.)                        | Service Coffs Harbour, 19:03 Uhr (45 Min.) |                        |          |                    |                    |                    |                    |         |                    | Mikko Hirvonen  |
| Tag 2 (10. Sept.)                          |                                            |                        |          |                    |                    |                    |                    |         |                    | Mikko Hirvonen  |
| Service Coffs Harbour, 07:00 Uhr (15 Min.) |                                            |                        |          |                    |                    |                    |                    |         |                    | Mikko Hirvonen  |
| WP11                                       | Welshes 1                                  | 21,10 km               | 08:33    | Jari-Matti Latvala | Miikka Anttila     | Ford Fiesta RS WRC | 12:10,2            | 104,03  | Jari-Matti Latvala |                 |
| WP12                                       | Grace 1                                    | 19,77 km               | 09:21    | Jari-Matti Latvala | Miikka Anttila     | Ford Fiesta RS WRC | 11:10,9            | 106,08  | Jari-Matti Latvala |                 |
| WP13                                       | Valla 1                                    | 14,84 km               | 10:14    | Jari-Matti Latvala | Miikka Anttila     | Ford Fiesta RS WRC | 08:56,2            | 99,63   | Jari-Matti Latvala |                 |
| WP14                                       | Urunga 1                                   | 13,79 km               | 10:54    | Jari-Matti Latvala | Miikka Anttila     | Ford Fiesta RS WRC | 08:41,8            | 95,14   | Jari-Matti Latvala |                 |
| Service Coffs Harbour, 12:04 Uhr (30 Min.) |                                            |                        |          |                    |                    |                    |                    |         | Jari-Matti Latvala |                 |
| WP15                                       | Welshes 2                                  | 21,10 km               | 14:02    | Sébastien Ogier    | Julien Ingrassia   | Citroën DS3 WRC    | 11:55,2            | 106,21  | Jari-Matti Latvala |                 |
| WP16                                       | Grace 2                                    | 19,77 km               | 14:50    | Sébastien Ogier    | Julien Ingrassia   | Citroën DS3 WRC    | 10:56,0            | 108,49  | Jari-Matti Latvala |                 |
| WP17                                       | Valla 2                                    | 14,84 km               | 15:43    | Sébastien Ogier    | Julien Ingrassia   | Citroën DS3 WRC    | 08:39,7            | 102,80  | Jari-Matti Latvala |                 |
| WP18                                       | Urunga 2                                   | 13,79 km               | 16:23    | Sébastien Loeb     | Daniel Elena       | Citroën DS3 WRC    | 08:28,8            | 97,57   | Jari-Matti Latvala |                 |
| WP19                                       | Coffs Jetty Precinct 5                     | 3,77 km                | 18:30    | Sébastien Loeb     | Daniel Elena       | Citroën DS3 WRC    | 02:34,9            | 87,62   | Jari-Matti Latvala |                 |
| WP20                                       | Coffs Jetty Precinct 6                     | 3,77 km                | 18:45    | Sébastien Ogier    | Julien Ingrassia   | Citroën DS3 WRC    | 02:33,8            | 88,24   | Jari-Matti Latvala |                 |
| Service Coffs Harbour, 19:03 Uhr (45 Min.) |                                            |                        |          |                    |                    |                    |                    |         | Jari-Matti Latvala |                 |
| Tag 3 (11. Sept.)                          |                                            |                        |          |                    |                    |                    |                    |         | Jari-Matti Latvala |                 |
| Service Coffs Harbour, 06:00 Uhr (15 Min.) |                                            |                        |          |                    |                    |                    |                    |         | Jari-Matti Latvala |                 |
| WP21                                       | Bucca 1                                    | 14,83 km               | 06:56    | Mikko Hirvonen     | Jarmo Lehtinen     | Ford Fiesta RS WRC | 07:18,3            | 121,81  | Jari-Matti Latvala |                 |
| WP22                                       | Plum Pudding 1                             | 30,00 km               | 08:19    | Jari-Matti Latvala | Miikka Anttila     | Ford Fiesta RS WRC | 16:26,3            | 109,50  | Jari-Matti Latvala |                 |
| WP23                                       | Clarence 1                                 | 4,58 km                | 09:32    | Sébastien Loeb     | Daniel Elena       | Citroën DS3 WRC    | 02:22,8            | 115,46  | Jari-Matti Latvala |                 |
| Service Coffs Harbour, 10:54 Uhr (30 Min.) |                                            |                        |          |                    |                    |                    |                    |         | Jari-Matti Latvala |                 |
| WP24                                       | Bucca 2                                    | 14,83 km               | 12:03    | Mikko Hirvonen     | Jarmo Lehtinen     | Ford Fiesta RS WRC | 07:10,6            | 123,99  | Jari-Matti Latvala |                 |
| WP25                                       | Plum Pudding 2                             | 30,00 km               | 13:26    | Mikko Hirvonen     | Jarmo Lehtinen     | Ford Fiesta RS WRC | 16:07,8            | 111,59  | Mikko Hirvonen     |                 |
| WP26                                       | Clarence 2                                 | 4,58 km                | 15:30    | Sébastien Loeb     | Daniel Elena       | Citroën DS3 WRC    | 02:18,1            | 119,39  | Mikko Hirvonen     |                 |
| Service Coffs Harbour, 16:44 Uhr (10 Min.) |                                            |                        |          |                    |                    |                    |                    |         | Mikko Hirvonen     |                 |

### Gewinner Wertungsprüfungen
| WP                    | Anzahl | Fahrer             | Auto               |
| --------------------- | ------ | ------------------ | ------------------ |
| 5, 6, 8, 9, 11–14, 22 | 9      | Jari-Matti Latvala | Ford Fiesta RS WRC |
| 2, 3, 18, 19, 23, 26  | 6      | Sébastien Loeb     | Citroën DS3 WRC    |
| 7, 10, 21, 24, 25     | 5      | Mikko Hirvonen     | Ford Fiesta RS WRC |
| 1, 15–17, 20          | 5      | Sébastien Ogier    | Citroën DS3 WRC    |
| 4                     | 1      | Petter Solberg     | Citroën DS3 WRC    |

### Fahrer-WM nach der Rallye
| Pos. | Fahrer             | Punkte |
| ---- | ------------------ | ------ |
| 1    | Sébastien Loeb     | 196    |
| 2    | Mikko Hirvonen     | 181    |
| 3    | Sébastien Ogier    | 167    |
| 4    | Jari-Matti Latvala | 116    |
| 5    | Petter Solberg     | 110    |

### Team-Weltmeisterschaft
| Pos. | Team               | Punkte |
| ---- | ------------------ | ------ |
| 1    | Citroën WRT        | 347    |
| 2    | Ford WRT           | 285    |
| 3    | Stobart WRT        | 117    |
| 4    | Petter Solberg WRT | 98     |